# Ferrovia Palermo-Corleone-San Carlo-Burgio
La ferrovia Palermo Sant'Erasmo-Corleone-San Carlo era una linea a scartamento ridotto che collegava Palermo, capoluogo della Sicilia, con il suo retroterra l'interno, raggiungendo Corleone e San Carlo.

## Storia
La Palermo-Corleone-San Carlo-Burgio fu la prima linea a scartamento ridotto ad essere costruita in Sicilia; faceva parte dei primi progetti di costruzione di una rete ferroviaria in Sicilia che sopperisse alla mancanza di una qualsiasi rete viaria di collegamento tra l'interno e i punti di imbarco della costa. Le rotte navali costituivano infatti l'unica possibilità di comunicazione e commercio sia con gli altri centri dell'Isola che con il resto del mondo. Una ferrovia, ancor piccola, era ritenuta a quel tempo un formidabile mezzo di sviluppo per la commercializzazione delle risorse produttive agricole e minerarie la cui lavorazione e raffinazione avveniva nei centri costieri ove, in senso inverso, era disponibili i prodotti finiti di importazione.
Già nel 1859 erano stati approntati alcuni progetti di costruzioni ferroviarie, in Sicilia, da parte di società a capitale estero, belga e negli anni seguenti anche inglese e francese attratti dal fatto che la mancanza di vie di comunicazione interne rendeva appetibile l'investimento.
| Tratto              | Inaugurazione    | Inaugurazione |
| ------------------- | ---------------- | ------------- |
| Palermo-Villafrati  | 16 agosto 1886   |               |
| Villafrati-Corleone | 20 dicembre 1886 |               |
| Corleone-San Carlo  | 21 maggio 1903   |               |
| San Carlo-Burgio    | 1931             |               |
| Manuale             |                  |               |

Un progetto concreto per la costruzione di una tranvia a vapore a scartamento ridotto di 850 mm, vide la luce nel 1873; dopo i primi passi compiuti nel 1878 presso il Presidente della Provincia di Palermo per la costruzione e l’esercizio per 90 anni di una strada ferrata da Palermo a Corleone, il 15 settembre del 1879 il Consiglio Provinciale di Palermo ne decise la costruzione ma come ferrovia a scartamento ridotto di 950 mm e con convenzione del febbraio 1880 venne incaricato l'ingegnere Achille Albanese di effettuare tutti gli studi necessari per la progettazione della linea ferroviaria.
Nel 1881 nacque un organismo consortile per costruire la ferrovia di Corleone al quale aderirono la Provincia di Palermo e i comuni di Palermo, Corleone, Misilmeri, Santa Maria d'Ogliastro, Marineo, Villafrati, Mezzojuso, Cefalà Diana, Godrano, Baucina e Ciminna, che ottenne dal Governo la concessione della costruzione e dell’esercizio della strada ferrata progettata. Successivamente con atto del 10 marzo 1883 il Consorzio subconcesse la costruzione e l’esercizio della ferrovia alla società “Narrow Gauge Railway Company of Sicily”, costituita nel 1882 dall'imprenditore inglese Robert Trewhella e diretta da dall'ingegnere Albanese. Tale società nasceva come ramo speciale di una società inglese già esistente, la "Imperial Continental Water Corporation" costituita a Londra nel 1862 e che nel 1881 aveva deliberato di assumere imprese ferroviarie ed altro di natura diversa in Sicilia.
La ferrovia Palermo-Corleone secondo il progetto approvato avrebbe dovuto avere una lunghezza 67 di chilometri ma fu costruita per km 66+872, perché l’impresa subconcessionaria di Roberto Trewhella cominciò la linea dal km 0+750, cioè dalla sinistra della foce dell’Oreto a Sant'Erasmo; secondo il progetto, infatti, la stazione di Palermo doveva essere collocata al ponte delle Teste, nel fondo dei fratelli Alfano, in corrispondenza dell’incrocio tra Corso dei Mille e via Tiro a Segno (all'epoca via del Gazometro) ma per le difficoltà insorte nella realizzazione della struttura nel fondo Alfano, ed al fine di non ritardare l’apertura all’esercizio della linea venne provvisoriamente costruita, con tutti gli impianti necessari, una piccola stazione nella contrada di Sant'Erasmo in attesa che venisse scelta una sede definitiva.
I lavori di costruzione vennero avviati il 20 aprile 1884 e il 20 agosto 1886 venne aperto all’esercizio il tronco Palermo-Villafrati; l'apertura del tratto della linea indusse il Consorzio a sollecitare anche al Ministero la soluzione del problema della stazione del capoluogo palermitano.
Il progetto, corredato del parere favorevole dell’ingegnere Enrico Patti, direttore dell’Ufficio di sorveglianza della linea ferroviaria in costruzione, era stato sottoposto all’esame del Consorzio, che, approvandolo, ormai mostrava di non giudicare più idonea la stazione di S. Erasmo sia perché molto distante dall’abitato sia perché ritenuta non più rispondente alle esigenze ed all’utilità del servizio. Abbandonato pure l'idea del progetto originario, al Ponte delle Teste l'ubicazione vicino alla Stazione centrale della Rete Sicula venne ritenuta la migliore, anche se si riconosceva la necessità di una maggiore spesa, sia per l'allungamento del tracciato e quindi dell'armamento, sia per le conseguenti più costose espropriazioni, ma tale ubicazione avrebbe consentito una maggiore comodità per i viaggiatori, con possibili e comode coincidenze con i treni della rete ordinaria, e una maggiore convenienza per il trasporto delle merci, anche dal punto di vista dell'integrazione col trasporto marittimo, potendo tali merci essere trasbordate sui convogli che raggiungevano il porto attraverso l'esistente raccordo ferroviario e a tale proposito venne anche ventilata l'introduzione di una terza rotaia per fare giungere al porto i treni a scartamento ridotto ed evitare così il trasbordo. Inoltre l'ipotesi di un eventuale prolungamento della linea sino a Sciacca, accogliendo le pressanti richieste del Comuni interessati, facendo crescere l'importanza economica della linea, fecero sperare che il maggiore onere derivante dallo spostamento della Stazione potesse essere preso in carico dal governo, ma l'8 ottobre 1886 il Regio Ispettorato Generale delle Strade Ferrate, organo tecnico del Ministero dei lavori pubblici, spense subito tali speranze, non ritenendo possibile assecondare la richiesta del Consorzio.
Il 20 dicembre 1886 venne inaugurata l’intera linea da Palermo a Corleone, ma difetti costruttivi con conseguenti problemi di esercizio e di sicurezza portarono ben presto alla sospensione del servizio il 18 febbraio 1887 a meno di due mesi dall'apertura della linea e solo dopo quasi un anno si rese possibile la ripresa del servizio. Il 17 febbraio 1887 la "The Sicilian Railways Company Limited of London", società di gestione della linea, venne costituita come Società Anonima per le Ferrovie Siciliane (SAFS).
A partire dal 1889 si cominciò a prospettare l'utilità di un prolungamento sino a Castelvetrano e alla costa mediterranea da dove arrivavano a Palermo i prodotti della pesca ed i vini. L'11 dicembre del 1898 la Società Siciliana per le Ferrovie Economiche (SSFE) ottenne la concessione per la costruzione e per l'esercizio della Corleone-San Carlo e il 21 maggio 1903 inaugurò il collegamento da Corleone fino al capolinea "provvisorio" della stazione di San Carlo, ultimo centro della Provincia di Palermo, in modo da servire le importanti località di Bisacquino, Chiusa Sclafani, Contessa Entellina.
Le caratteristiche plano-altimetriche delle due sezioni erano simili, ma ben diverse si rivelarono fin dall'inizio le quantità di traffico: così, mentre sulla Palermo-Corleone si effettuavano quattro coppie di treni misti giornalieri, sulla Corleone-San Carlo il loro numero scendeva a due.
La ferrovia Corleone-San Carlo aggiunse alle 17 tra fermate e stazioni esistenti nella Palermo-Corleone, altre 6 tra stazioni e fermate: Censiti (fermata), Ridocco (fermata), Campofiorito, Tarucco (fermata), Contessa Entellina, Bisacquino, Chiusa Sclafani, San Carlo.
La SSFE continuò ad esercitare il breve tratto da Corleone a San Carlo, oggetto di altra concessione; per una decina di anni, sebbene materialmente la linea da Palermo a San Carlo fosse unica, regnò questo doppio regime di gestione. Nel 1910 fu la rete minore che gestiva i 39 km della Corleone-San Carlo ad assorbire la rete maggiore che amministrava i 68 km della Palermo-Corleone.
Le difficoltà finanziarie determinate dal crollo del traffico durante il primo conflitto mondiale richiesero un crescente intervento dello Stato, che nel 1918 assunse in un primo tempo il controllo diretto dell’intera linea per poi riscattarla e il 30 novembre 1922 affidare in gestione alle Ferrovie dello Stato l'intera linea, che entrava a fare parte della rete complementare siciliana a scartamento ridotto, seguendone il destino.
La tratta di collegamento con la linea da Castelvetrano, da San Carlo a Sambuca di Sicilia, fu inaugurata il 29 settembre 1928, ma i primi passeggeri poterono usufruire del servizio solo dal 28 ottobre successivo in quanto 6º anniversario della "Marcia su Roma".
Riguardo alle varie ipotesi di localizzazione della stazione della linea nessuno di questi progetti, principalmente per difficoltà economiche, venne realizzato, e la "provvisoria" stazione di S. Erasmo divenne, in pratica, definitiva, anche quando la linea passò sotto la gestione delle Ferrovie dello Stato.
Successivamente al riscatto della linea da parte delle FS, nel 1931 la linea fu ulteriormente prolungata fino a Burgio, da dove la ferrovia avrebbe dovuto discendere nella valle del fiume Verdura per congiungersi alla Castelvetrano-Porto Empedocle in corrispondenza del bivio Sciacca, ma a causa della mancanza di finanziamenti, i lavori non furono mai avviati.
L'entrata in servizio negli anni cinquanta delle automotrici diesel RALn 60, che sostituirono i treni effettuati con locomotiva a vapore, permettendo la riduzione dei tempi di percorrenza, facendo registrare un consistente aumento del traffico viaggiatori; per un lungo periodo la linea fu il mezzo pubblico più utilizzato per collegare il capoluogo con la zona dell'interno corleonese, ma questo fu l'unico tentativo di ammodernamento della ferrovia. Dopo il secondo conflitto mondiale, con l’avvento della motorizzazione di massa, il servizio offerto risultò sempre meno adeguato alle esigenze dei tempi, andando incontro ad una progressiva chiusura; inoltre lo sviluppo urbanistico della città di Palermo anche lungo la costa sud rese incompatibile la presenza della ferrovia lungo il principale asse viario del tempo e il 1º luglio 1954 terminò il servizio passeggeri della stazione di Palermo Sant'Erasmo, con il capolinea che venne spostato, arretrandolo, ad Acqua dei Corsari e la stazione di Sant'Erasmo demolita. Con lo spostamento del terminale palermitano alla stazione di Palermo Acqua dei Corsari, il servizio venne effettuato con autobus sostitutivi. Tale tronco venne soppresso nel 1955. Il servizio bagagli e merci ebbe termine Il 1º settembre dello stesso anno, quando non circolarono più treni a vapore con vagoni. 
L'arretramento della stazione di inizio da Sant'Erasmo, sita nel centro cittadino, alla periferica Acqua dei Corsari fece calare drasticamente il traffico che continuò ad essere effettuato da Acqua dei Corsari a Corleone, esclusivamente con automotrici RALn 60 del deposito di Castelvetrano, fino alla chiusura di tutta la linea che venne decretata il 1º febbraio 1959, e poi soppressa nel 1961.
La scelta di arretrare il capolinea da Sant'Erasmo ad Acqua dei Corsari è stata cervellotica in quanto la linea, fino agli anni cinquanta era molto trafficata ed era il mezzo più usato per Corleone, Misilmeri e per i tanti paesi dell'hinterland, e tale scelta determinò non soltanto la fine di tale linea ferroviaria, essendo la Stazione di Acqua dei Corsari  troppo periferica rispetto a quella di Sant’Erasmo, ma anche il declino della Borgata di Sant’Erasmo che dopo l’abolizione della stazione cominciò  rapidamente a degradare. Rimase attivo solo il vicino deposito delle locomotive, ma con la definitiva chiusura della linea, a causa del crollo del numero dei passeggeri, la stazione e il deposito non vennero  più utilizzati e un'altra conseguenza di tale scelta fu quella di favorire la speculazione edilizia selvaggia di Palermo degli anni cinquanta-sessanta, con la costa che senza la linea ferrata e le varie stazioncine intermedie utilizzata come discarica di tonnellate di terra di risulta.

## Il percorso
| Unknown route-map component "exKBHFa" |

| Unknown route-map component "exHST" |

| Unknown route-map component "exBHF" |

| Unknown route-map component "dCONTgq" | Unknown route-map component "xKRZo" | Unknown route-map component "dCONTfq" |

| Unknown route-map component "exBHF" |

| Unknown route-map component "exHST" |

| Unknown route-map component "exBHF" |

| Unknown route-map component "exhKRZWae" |

| Unknown route-map component "exBHF" |

| Unknown route-map component "exTUNNEL2" |

| Unknown route-map component "exHST" |

| Unknown route-map component "exBHF" |

| Unknown route-map component "exBHF" |

| Unknown route-map component "exhKRZWae" |

| Unknown route-map component "exBHF" |

| Unknown route-map component "exBHF" |

| Unknown route-map component "exTUNNEL1" |

| Unknown route-map component "exBHF" |

| Unknown route-map component "exHST" |

| Unknown route-map component "exHST" |

| Unknown route-map component "exhKRZWae" |

| Unknown route-map component "exBHF" |

| Unknown route-map component "exBHF" |

| Unknown route-map component "exHST" |

| Unknown route-map component "exHST" |

| Unknown route-map component "exhSTRae" |

| Unknown route-map component "exBHF" |

| Unknown route-map component "exHST" |

| Unknown route-map component "exBHF" |

| Unknown route-map component "exTUNNEL1" |

| Unknown route-map component "exTUNNEL2" |

| Unknown route-map component "exTUNNEL2" |

| Unknown route-map component "exBHF" |

| Unknown route-map component "exBHF" |

| Unknown route-map component "exhSTRae" |

| Unknown route-map component "exhSTRae" |

| Unknown route-map component "exdCONTgq" | Unknown route-map component "exABZg+r" | Unknown route-map component "d" |

| Unknown route-map component "exBHF" |

| 105+602 |
| 73+400  |

| Unknown route-map component "exhKRZWae" |

| Unknown route-map component "exTUNNEL1" |

| Unknown route-map component "exKBHFe" |

| Unknown route-map component "exLCONTf" |

Il treno partito dalla stazione di Sant'Erasmo percorreva il litorale tra la via Messina e il Golfo di Palermo con i suoi stabilimenti balneari, superando con un ponte in ferro subito dopo la partenza dalla stazione capolinea di Palermo Sant'Erasmo il fiume Oreto, seguendo la costa a ridosso del mare, arrivando al km 3+670 alla fermata Bandita, attraversando al km 4+800 con un P.L la SS.113, raggiungendo al km 4+933 Acqua dei Corsari, diventata dal 1954, a seguito della chiusura del tronco precedente, stazione terminale.
Dopo avere superato con un cavalcavia la ferrovia Palermo-Messina raggiungeva al km 7+670 la stazione di Villabate, da dove con un tracciato che seguiva la SS.121, abbandonata la costa si inoltrava in salita all'interno fra gli agrumeti per Portella di Mare e la valle dell'Eleuterio. A Misilmeri il paesaggio era già cambiato con i binari fra le coltivazioni di grano. Disceso a fondo valle oltrepassava il fiume Eleuterio percorrendo il viadotto Mortilli con tredici arcate di 12 metri, tra le opere più importanti dell'intera linea.
Superata AL km 22+650 la stazione di Bolognetta-Marineo la linea entrava, dopo una galleria di circa duecento metri, nella vallata del fiume Milicia, risalendo, dopo la fermata di Mulinazzo, fino alla stazione di Baucina-Ciminna e risalendo la valle del fiume Buffa il percorso raggiungeva al km 33+470 la stazione di Villafrati-Cefalà Diana e al km 34+930 la stazione di Mezzojuso.
Da Villafrati il paesaggio era agricolo con terreni a pascolo; in vista del castello di Cefalà Diana, la ferrovia, a causa dell’orografia lasciava la direzione sud-sud est, volgendo a ovest nella valle del torrente Azziriolo proseguiva in salita, con un percorso molto acclive, verso Godrano che, con i suoi 651 metri s.l.m., era la stazione più alta di tutta la linea. 
Dopo la stazione di Godrano la linea si inoltrava nel bosco della Ficuzza, raggiungendo il punto più alto della linea a 754 metri s.l.m. in corrispondenza della breve galleria dei Gargioli, per discendere nella vallata del Lupo sino alla stazione di Ficuzza e sempre scendendo con notevole pendenza anche del 27‰ raggiungeva la fermata di Bifarera e poi, superato il fiume di Fratina, la fermata di Scalilli, dopo la quale con una lunga svolta sulla destra della valle continuando a scendere traversare il fiume Belice sinistro presso la fermata di Donna Beatrice, al km 61+029 e 303 metri s.l.m., da cui risaliva, con una rampa del 30‰ sino alla stazione di Corleone a 481 metri s.l.m. al km 67+131. 
Da Corleone la linea proseguiva tra colline coltivate a grano verso la stazione di Campofiorito detto Bellanova, che raggiungeva al km 76+745, dopo avere affrontato una serie di continue curve per le fermate di Censiti (km 71+915) e Ridocco (km 73+859) e dopo aver superato con un ponte a cinque arcate il torrente Batticano. 
Successivamente, proseguendo tra colline a frumento si raggiungeva la fermata Tarucco (km 81+575) e da lì, al km 84+356, la stazione di Contessa Entellina all’uscita della quale il binario descriveva una strettissima curva a sinistra, con la galleria Patellaro, per ripassare a monte della stazione appena lasciata e dopo una breve ma ripida salita e alcune gallerie la linea raggiungeva al km 92+555 e a quota 663 m s.l.m la stazione di Bisacquino.
Da questa stazione, con una serie di lunghi giri e attraversando un paesaggio dagli aspetti mutevoli la linea scendeva alla stazione di Chiusa Sclafani posta al km 96+130 a 614 m s.l.m., superata questa stazione, la linea iniziava la discesa lungo l'alberata valle del Malotempo, attraversando una serie di viadotti, per poi congiungersi nei pressi della stazione di San Carlo, posta al km 105+60 a 248 metri s.l.m. con la linea proveniente da Castelvetrano. 
Da San Carlo la linea oltrepassava l'alveo del fiume Sosio attraverso un viadotto a 13 luci della lunghezza complessiva di 224 metri, e risalendo la valle del Verdura, dopo avere superato la galleria Tuppi, di 478 metri arrivava al capolinea della stazione di Burgio.

### Dati tecnici
- Raggio minimo di curvatura 60 m
- Massima ascesa 39 per mille (ad aderenza naturale)
- Lunghezza: km 112,29
- Velocità massime: 30 km orari per treni a vapore e 50 km/h per automotrici RALn 60

### Materiale rotabile presente all'atto della chiusura
- Locomotive a vapore R.301 n.3
- Locomotive a vapore R.302 n.15
- Locomotive a vapore R.402 n.1
- Automotrici RALn 60 n.4 + 2 rimorchi RDLn 64

Le locomotive che prestarono servizio dalla costruzione erano di costruzione inglese.
Le locomotive che prestarono il loro servizio sotto la gestione delle FS a partire dal 1932 e fino alla chiusura della linea furono le locomotive del gruppo R.301 e la loro versione a vapore surriscaldato R.302.
A seguito della chiusura della linea ferroviaria Trieste-Parenzo nel 1935 vennero utilizzate anche alcune locomotive del tipo "P" previa trasformazione dello scartamento da bosniaco (760 mm) a ridotto italiano (950 mm) effettuata dalle officine di Palermo Sant'Erasmo. Dette locomotive rimasero in servizio fino alla metà degli anni cinquanta.
A partire dal 1950 vennero impiegate le nuove automotrici a scartamento ridotto Fiat del gruppo RALn 60.

### Stato attuale della linea

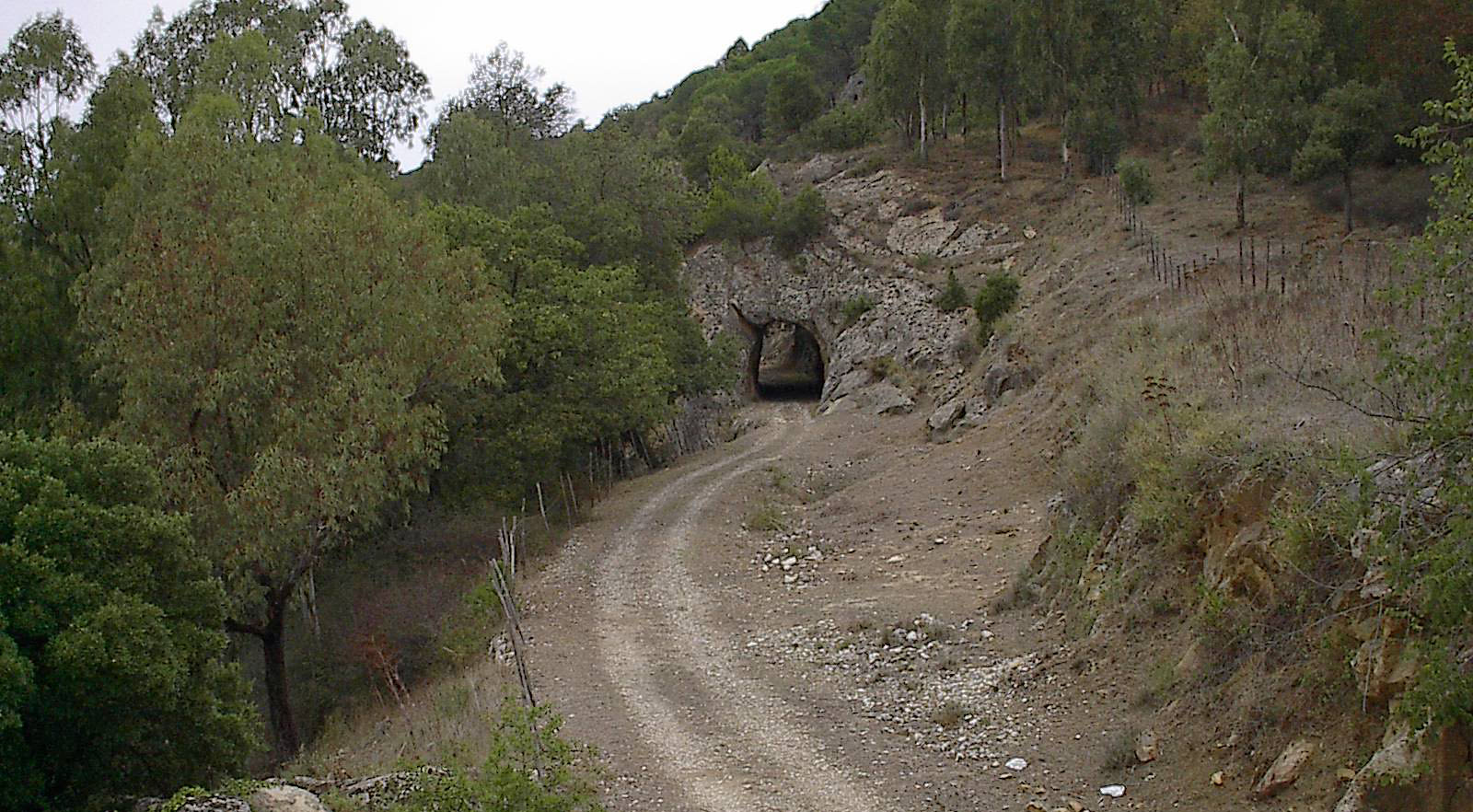
Pista ciclopedonale sulla tratta della dismessa ferrovia

Il percorso fino al viadotto Mortilli è praticamente scomparso, poi segue lo scorrimento veloce Palermo-Agrigento. Da Baucina in poi è rintracciabile. Il tratto Godrano-Bosco Ficuzza-Corleone è stato recuperato e viene attualmente utilizzato come percorso ciclopedonale.

## Depositi e officine
- Palermo Sant'Erasmo